# 1 Thing
1 Thing är en sång skriven av R&B-sångerskan Ameriie och Rich Harrison för sångerskans andra studioalbum Touch (2005). Låten är influerad av go go rytmer och innehåller en sampling av The Meters' inspelning "Oh, Calcutta!" skriven av Stanley Walden. Sångens låttext fokuserar kring en oidentifierad "thing" (sak) som laddar en romantisk attraktion.
Sången släpptes som Touchs ledande singel under 2005 och är det enda soundtracket utgivet som singel från den romantiska komedi-filmen Hitch. "1 Thing" debuterade som åtta i USA och som fyra i Storbritannien vilket blev Ameriies första topp-tio singel och största hit till dato. Spåret klättrade även till en förstaplats på USA:s R&B-lista och certifierades efter en tid guld av RIAA. Sången tjänade även Ameriie en Grammy Award-nominering för "Best Female R&B Vocal Performance" vid 2006 års Grammy Awards. Rolling Stone rankar låten som 22:a på listan "100 Best Songs of the 2000s Decade". 

## Format och innehållsförteckningar
| CD 1 1. "1 Thing" (radio edit) – 4:02 2. "1 Thing" (radio version featuring Eve) – 3:34 CD 2 1. "1 Thing" (radio edit) – 4:02 2. "1 Thing" (remix featuring B.G.) – 4:13 3. "Talkin' to Me" (Mark Ronson Sunshine remix - no loop) – 4:49 4. "1 Thing" (instrumental) – 3:59 5. "1 Thing" (video) – 4:01 | 12" singel - a-sida: 1. "1 Thing" (album version) – 4:01 2. "1 Thing" (instrumental) – 3:59 3. "1 Thing" (a cappella) – 3:55 - b-sida: 1. "1 Thing" (remix featuring Eve) – 4:13 2. "1 Thing" (remix featuring B.G.) – 4:13 |

## Listor
| Lista (2005)                                | Topp position |
| ------------------------------------------- | ------------- |
| Australiens singellista                     | 13            |
| Österrikes singellista                      | 54            |
| Belgiens singellista (Flanders)             | 16            |
| Danmarks singellista                        | 9             |
| Hollands Dutch Top 40                       | 14            |
| Europas European Hot 100 Singles            | 13            |
| Finlands singellista                        | 5             |
| Frankrikes singellista                      | 35            |
| Tysklands singellista                       | 34            |
| Tyska German Black Chart                    | 8             |
| Irlands singellista                         | 6             |
| Nya Zeelands singellista                    | 12            |
| Norges singellista                          | 10            |
| Sveriges Sverigetopplistan                  | 30            |
| Schweiz singellista                         | 28            |
| Storbritanniens singellista                 | 4             |
| Amerikanska Billboard Hot 100               | 8             |
| Amerikanska Billboard Hot R&B/Hip-Hop Songs | 1             |
| Amerikanska Billboard Pop 100               | 28            |